# Zabłocie (Bystrzyca Kłodzka)

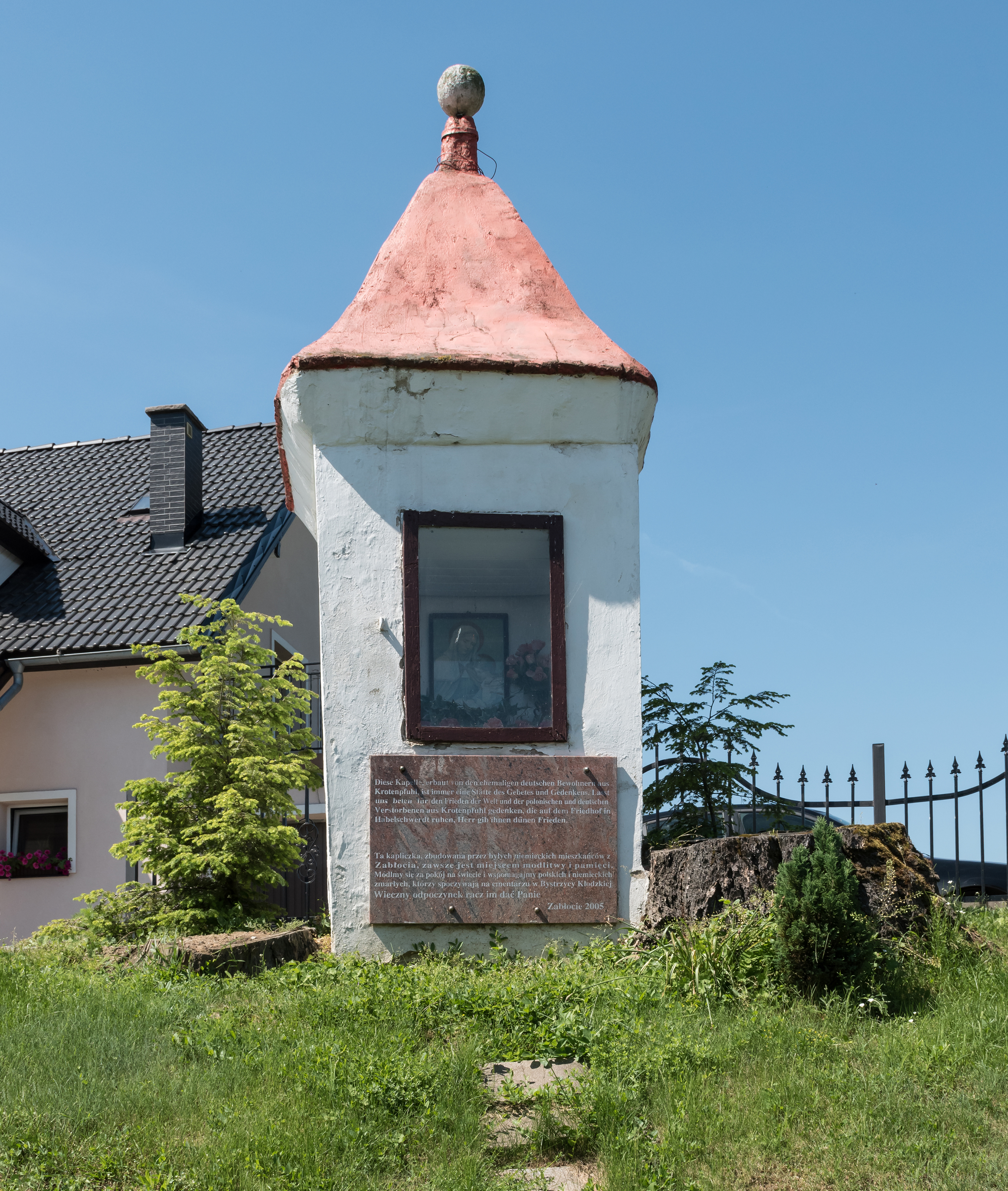
Bildstock

Zabłocie (deutsch: Krotenpfuhl) ist ein Ort in der Stadt- und Landgemeinde Bystrzyca Kłodzka im Powiat Kłodzki der Woiwodschaft Niederschlesien in Polen. Es liegt drei Kilometer nördlich von Bystrzyca Kłodzka (Habelschwerdt). 

## Geographie
Zabłocie liegt im Süden des Glatzer Kessels im Tal der Glatzer Neiße. Durch den Ort verläuft die Landesstraße 33, die von Kłodzko (Glatz) über Bystrzyca Kłodzka und Międzylesie (Mittelwalde) zur tschechischen Landesgrenze führt und am Grenzübergang Boboszów/Dolní Lipka in die tschechische Landesstraße 43 mündet.
Nachbarorte sind Mielnik (Melling) im Norden, Piotrowice (Herrnpetersdorf) im Nordosten, Stary Waliszów (Alt Waltersdorf) im Osten, Mszaniec (Mückenhäuser) im Südwesten, Bystrzyca Kłodzka im Süden, Stara Bystrzyca (Alt Weistritz) im Südwesten und Szklarka (Glasendorf) im Nordwesten.

## Geschichte
Krotenpfuhl wurde erstmals 1397 erwähnt. Es gehörte zum Habelschwerdter Distrikt im Glatzer Land und war zur Pfarrkirche St. Michael in Habelschwerdt gewidmet. Vermutlich seit dem 17. Jahrhundert gehörte es der Stadt Habelschwerdt.
Nach dem Ersten Schlesischen Krieg 1742 und endgültig mit dem Hubertusburger Frieden 1763 fiel Krotenpfuhl zusammen mit der Grafschaft Glatz an Preußen. Nach der Neugliederung Preußens gehörte es ab 1815 zur Provinz Schlesien und war zunächst dem Landkreis Glatz und ab 1818 dem neu geschaffenen Landkreis Habelschwerdt eingegliedert, mit dem es bis 1945 verbunden blieb. Wegen der durch die Napoleonischen Kriege verursachten Kriegsschulden, an denen sich die Städte beteiligen mussten, trennte sich Krotenpfuhl 1816 vom Stadtbezirk Habelschwerdt und wurde ein selbständiges Dorf. Seit 1874 gehörte die Landgemeinde Krotenpfuhl zum Amtsbezirk Alt Weistritz. 1939 wurden 199 Einwohner gezählt.
Als Folge des Zweiten Weltkriegs fiel Krotenpfuhl 1945 mit dem größten Teil Schlesiens an Polen und wurde in Zabłocie umbenannt. Die deutsche Bevölkerung wurde vertrieben. Die neu angesiedelten Bewohner waren teilweise Zwangsumgesiedelte aus Ostpolen, das an die Sowjetunion gefallen war. Ab 1945 gehörte Zabłocie zum Powiat Bystrzycki (Habelschwerdt), der 1975 aufgelöst wurde. 1975–1998 gehörte es zur Woiwodschaft Wałbrzych (Waldenburg).

## Sehenswürdigkeiten
- Historische Wegkapelle und andere Bildstöcke.